# VanKatoen
VanKatoen is een Nederlandse hardrockband met veel punk en metal invloeden. De teksten zijn altijd Nederlands, maar bevatten veel straattaal. 
De teksten gaan meestal over "politieke incorrectie" of over onzin in de wereld. VanKatoen treedt niet alleen op in Nederland en België, maar was ook op tour in landen als Indonesië, Duitsland en de Verenigde Staten. In Nederland hebben ze het meeste succes.

## Biografie
VanKatoen werd in 1993 door vier vrienden opgericht. Ze speelden toen punkrock die veel deed denken aan de Nederlandse punkrockband Heideroosjes. Met nummers als "Beetje Verliefd" en "Bennie" kregen ze een jaar later een platencontract aangeboden bij Sony. Ondanks dat dit goed was voor de band, liep toch niet alles zoals de ze het wilden. Sony wilde per se dat er achtergrondzangeressen en blaasinstrumenten op de achtergrond van hun muziek te horen was. De vier vrienden wilden dit niet, maar na lang aandringen van de platenmaatschappij gaven ze toch toe. In 1997 verscheen het album "1000% Live". Een dag na de release van deze plaat stapt Van Katoen op bij Sony.
De band wilde een heel nieuwe start nemen. Als eerste vervingen ze hun gitarist door Lourens, die meer gewend was om metal riffs te spelen. Bij hun nieuwe start veranderden ze ook hun bandnaam van Van Katoen naar VanKatoen.
Ze speelden nu punk met brute, "smerige" metal riffs en refreinen, en zanger Bazz zong nu niet meer, maar schreeuwde zijn longen uit zijn lijf. Ze gebruikten veel afwijzende en brute woorden in hun teksten.
Het eerste nummer dat ze met hun "herboren" band uitbrachten was "Van mij". Dit nummer was een succes, en al snel brachten ze meer singles uit onder hun eigen platenlabel, genaamd Cotton Records. 
In 2002 komt dan het nummer "KikkE!" uit. Door het grote succes van deze single werd Van Katoen ook bekend in België. "KikkE!" komt op nummer 6 in De Afrekening van Studio Brussel te staan. VanKatoen was ook te horen op De Afvaardiging. Achteraf bekeken is dit nummer het bekendste nummer van VanKatoen tot nu toe. "KikkE!" staat op het debuutalbum genaamd "Doe Het Dan Zelf!", dat ook werd uitgebracht op hun eigen platenlabel.
Door het succes van hun debuutalbum verscheen al een jaar later hun tweede album, genaamd "Kabaal", waar ook een dvd bijzit.
VanKatoen houdt zich de komende twee jaar na hun tweede album alleen maar bezig met toeren. Dat doen ze overal in Nederland en België.
In 2005 verschijnt "Lef!", hun derde album dat minder succesvol is dan de rest. Eind 2005 neemt de band ook een cover op van Hilversum III, dat verscheen op de cd 'We hebben maar een paar minuten tijd', een door 3VOOR12/Utrecht georganiseerd eerbetoon van zestien Utrechtse acts aan Herman van Veen. De band speelde het nummer ook op de speciale hommage-avond voor Herman van Veen in de Utrechtse poptempel Tivoli in november 2005.
Een jaar later, in 2006 verschijnt hun vierde album, genaamd "DoorrooD". 2006 is ook een goed jaar voor ze, want ze staan dat jaar, op zondag 4 Juni, namelijk op Pinkpop, waar ze een optreden gaven voor 12.000 mensen. VanKatoen is een van de weinige bands zonder platencontract die op Pinkpop heeft mogen spelen (De Heideroosjes hebben dit in 1997 ook gedaan).

### Succes in Indonesië
Via internet is VanKatoen in een korte tijd populair geworden in Indonesië, waar het nummer "Lef" in de hitlijsten tussen artiesten als System Of A Down en Korn terechtkwam. Een journalist uit Indonesië vloog over naar Nederland om een stuk te schrijven over VanKatoen, dat later in het Indonesische blad "Haj" verscheen. Ook hebben de bandleden van VanKatoen het nummer "Lef" vertaald in het Indonesisch. Naar aanleiding van de populariteit in Indonesië hebben zij in 2006 een zogenoemde "Indotour" gemaakt. Veel nummers van het nieuwe album van Van Katoen "Doorrood" zijn geïnspireerd door hun reis door Indonesië.

## Alternatief
Er zijn zaken die VanKatoen onderscheiden ten opzichte van andere bands. Zo zijn de teksten erg direct: het oneens zijn met het afkeuren van seksuele geaardheid, het machtsgevoel, het "Nee" kunnen zeggen. Vaak zijn het ook persoonsgerichte teksten, zoals in de nummers "Doe het dan zelf!", "Wat jij wil", "Snap het dan", of het volgens Bazz autobiografische nummer "Jij Stinkt". Toch zijn geen van deze teksten uitermate offensief.

## Bazzookas
In de lente, zomer en nazomer van 2009 zal zanger Bazz samen met de skarock band The Palookas verschillende VanKatoen-nummers spelen op verschillende festivals, onder de naam Bazzookas.

### Bandleden
Huidige line-up
- Bas "Bazz" Barnasconi  - zang
- Samir Boureghda - basgitaar
- Arnoud "Ari" Bongaards - drums
- Jeps Salfischberger - gitaar, toetsen, samples, loops, soundscapes

Voormalige bandleden
- Marijn van der Maat - gitaar
- Niels Goossens - basgitaar
- Aart de Jong - basgitaar
- Lourens van Haaften - gitaar
- Bart de Klerk - gitaar
- Daan van der Kleij - toetsen
- Mattie Poels - toetsen
- Richard Hovers - drums
- Paul Heinen - drums

### Verpakte albums
De albums van VanKatoen worden altijd speciaal verpakt.
- Zo is de cd "Lef" verpakt in een VanKatoen T-shirt.
- "Doe het dan zelf" werd verkocht in een filmblik inclusief een demo van andere bevriende bands, en een uitnodiging voor een concert.
- De cd "Doorrood" wordt verkocht in een geborduurde cd-hoes.
- De cd/dvd "KABAAL" is verpakt in een cd-mapje.

De albums van VanKatoen zijn alleen te koop bij een optreden of op hun website. Ze waren ook gratis en legaal te downloaden van hun website, maar die is sinds 2011 "Gesloten".

## Discografie
- Doe het dan zelf (2002)
- Kabaal (dvd/dubbel cd) (2003)
- Lef (2005)
- DoorrooD (2006)

### Albums van 'de oude' Van Katoen
- 1000% Live (1997)

#### Verzamelalbums
- Schuif 'es op, op 'A Campingflight to Lowlands Paradise 2003' (STEP, 2003)
- Ontspan!, op 'That Dam!' CD #2 (That Dam!, 2004)
- Hilversum III, op 'We hebben maar een paar minuten tijd – een hommage aan Herman van Veen' (UTRACKS001, 2005)